# 5014 Gorchakov
Az 5014 Gorchakov (ideiglenes jelöléssel 1974 ST) a Naprendszer kisbolygóövében található aszteroida. Ljudmila Ivanovna Csernih fedezte fel 1974. szeptember 19-én.